# Castle Rock Hoodoos Park
Castle Rock Hoodoos Park är en park i Kanada.   Den ligger i provinsen British Columbia, i den södra delen av landet, 3 300 km väster om huvudstaden Ottawa. Castle Rock Hoodoos Park ligger 868 meter över havet. Den ligger vid sjöarna  Skookum Lake och Snohoosh Lake.
Terrängen runt Castle Rock Hoodoos Park är kuperad åt nordost, men åt sydväst är den platt. Castle Rock Hoodoos Park ligger nere i en dal som går i nord-sydlig riktning. Trakten runt Castle Rock Hoodoos Park är nära nog obefolkad, med mindre än två invånare per kvadratkilometer.. 
I omgivningarna runt Castle Rock Hoodoos Park växer i huvudsak barrskog.